# Генеалогія
Генеалóгія (дав.-гр. γενεαλογία — «родовід», що дослівно перекладається як: дав.-гр. γενεά — «сім'я», дав.-гр. λόγος — «наука») — родознавство, допоміжна історична дисципліна, що вивчає походження та родинні зв'язки осіб, родовід якоїсь людини, історію родів і сімей. Для вивчення родоводу використовують усні перекази, історичні записи, генеалогічний аналіз та інші джерела, які можуть підтвердити родинну спорідненість та виявити родовід членів сім'ї. Результати генеалогічних досліджень відображаються у графіках або за допомогою розписів. Пов'язана з такими суміжними науками, як геральдика, дипломатика, краєзнавство, євгеніка, історія та інші.
Прагнення до сімейної історії, як правило, формуються через декілька мотивів, в тому числі бажання визначити місце своєї сім'ї в історії, почуття відповідальності, щоб зберегти минуле для майбутніх поколінь та почуття самовдоволення.

## Види
Наука розгалужує генеалогію на
- історичну
- практичну

В обох випадках методика генеалогічного пошуку спрямована на:
- медичне обстеження та діагностику
- спадкове право, щодо доведення станових прав[en]
- встановлення родинних зв'язків.

## Основне поняття
Генеалоги, як правило, досліджують свій родовід, або родовід свого подружжя. Професійні генеалоги також проводять дослідження для інших, видають книги, вчать, або виробляють свої власні бази даних. Вони можуть працювати в генеалогічних компаніях, які надають програмне забезпечення або виробляють матеріали, корисні для любителів та інших професійних генеалогів. Вони допомагають дізнатися не тільки, де і коли жили люди, але і їхній спосіб життя, біографію та мотивацію у тих чи інших ситуаціях. Це часто зумовлено застарілим законодавством, старими політичними кордонами, міграційними тенденціями, соціально-економічними, історичними або релігійними умовами.

## Загальне поширення
Вже давньогрецька та римська міфологія, праці античних авторів, перекази Стародавнього Сходу містить генеалогічну інформацію.
Розповіді про походження народів (див. «Етногенез»), династій і знатних родин (монархічне право аристократії) отримали широке розповсюдження у багатьох країнах Європи в ранньому Середньовіччі, тому розквіт генеалогії припадає на розвиток феодалізму. Коли у суспільстві з'явилася власність і почалося обговорення питання її успадкування, особливо важливо було знати ступені споріднення. В Англії та Франції у XVI столітті з'явилися державні посади, що відповідали за правильність складання родоводів. Відомий метод генеалогів є аналіз окремих біографій відомих осіб, що стало простим способом досліджень у складанні родоводу і у непрофесійних істориків.

## Український родовід
Одним з перших дослідників українського родоводу стали Йоахим Єрлич та Яків Маркевич, який залишив «Генеалогическіе замѣтки». Найбільше питань української генеалогії опрацювали Олександр Лазаревський, Григорій Милорадович, Вадим Модзалевський. Зверталися в своїх дослідах до питань української генеалогії історики Осип Бодянський, Микола Костомаров, Петро Єфименко, В'ячеслав Липинський, Михайло Грушевський, Дмитро Багалій, Іван Крип'якевич, Олександр Оглоблин, Климкевич Роман та інші.
Пізніше стали відомими — Мазаракі Д., Полетика Г., Полетика В., Чепа А., Маркович О. М., Максимович М., Астряб М., Василенко М., Горленко В., Жданович Я., Каманін І., Лукомський В., Новицький П., Стороженко О., Стороженко М., Тройницький М., Дашкевич Я., Яковенко Н., Собчук В. Д., Войтович Л., Кривошея В. В., Чернецький Є. А., Служинська З. та інші.
Першим українським доктором наук з генеалогії став В'ячеслав Сенютович-Бережний.
Докладні дані про роди козацьких ктиторів, гетьманів Івана Самойловича, Івана Мазепу, Павла Полуботка, Данила Апостола, відомих козацьких полковників Семена Палія, Якова Лизогуба і багатьох інших збереглися у старовинних рукописах на Афоні.
Серед сучасних академічних дослідників можна виокремити таких науковців, як Легун Юрій Вікторович, Смуток Ігор Іванович, Томазов Валерій В'ячеславович
У незалежній державі Україна почалося викладання спецкурсів генеалогії у вишах.
Дослідження походження сукупно всього народу є етногенезом (наприклад, етногенез українців).

## Програмне забезпечення
Існують програмні системи управління генеалогічними дослідженнями та аналізом, зокрема під вільними ліцензіями розповсюджуються продукти: LifeLines, GRAMPS, умовно-безкоштовні продукти пропонують MyHeritage, Ancestry.com та інші.

## Символіка родовідного дерева
Під іменем кожної персони ставляться значки:
ж — з датою народження (і місця);
∞ — з датою шлюбу (і місця);
+ — з датою смерті (і місця) і ін..
З'єднуються горизонтально скобою, де вгорі — нащадок, а знизу — батьки й матері, діди і бабусі, прадідусі та прабабусі.[джерело?]

## Генеалогія історична
Допомагає досліджувати соціальне походження, політичну історію, ролі певних родів й осіб у подіях окремих історичних епох та країн, сприяє науковим дослідам демографічних процесів й соціально-психологічних аспектів, вияснювати соціальні та правові стосунки.
У цьому дослідженні використовуються всі пам'ятки людської діяльності
- письмові,
- речові,
- усні.

За змістом класифікують групи:
- родовідні книги з генеалогічними розписами (генеалогічні древа та таблиці),
- інші джерела складання родоводу (інформація про життя особи та її оточення).

Відомі генеалоги Дюшен А., Ансельм П., Дагдейл В., Ріттерсгаузен Н., Шпінер Ф.-Я., Імхоф Я.-В., Гаттерер Й.-Х., Вілль Й.-А., Лоренц О., Форст-Баттагліа О., Татищев В. М., Міллер Г.-Ф., князь Щербатов М., Новіков М., Спиридов М., Хавський П., Гастєв М., князь Лобанов-Ростовський О. Б., князь Долгоруков П. Д., Руммель В. В., Голубцов В., Савьолов Л., Строєв П. та інші.[джерело?]
У XVIII ст. почалося викладання генеалогії як науки, видаються довідники, підручники та посібники.
У XIX ст. приділяти стали увагу генеалогії не аристократичних родин.
У XX ст. почали друкувати часописи з генеалогії, генеалогія перетворилася на спеціальну історичну дисципліну, а у 1785 р. в Німеччині видається «Генеалогічний довідник дворянства», в Україні доби СРСР розвій української генеалогії був насильницьки пригнічений політичним режимом. Натомість на еміграції виникли фахові видання «Рід та знамено» (1948 р.), «Бюлетень УГГТ» (1963 р.); та генеалогічні установи «Інститут родознавства», «Українське генеалогічне і геральдичне товариство» (УГГТ).
У незалежній Україні почали друкувати від 2000 р. «Генеалогічні записки» Українського генеалогічного товариства.
Виникли наукові товариства генеалогів: «Секція генеалогії Українського геральдичного товариства» (Україна), «Українське генеалогічне товариство» (Україна), «Російське генеалогічне товариство» (Петербург), «Історико-родовідне товариство» (Москва), та інші.
Від 1952 р. кожні 2 роки відбувається Міжнародний конгрес генеалогів та геральдистів, у 1971 р. утворена Міжнародна конфедерація генеалогів та геральдистів, у 1998 р. виникла Міжнародна академія генеалогії, у 1995—1997 рр. генеалогічні конференції «пам'яті Модзалевського В.».

## Генеалогія практична
Регулює спадкове право через результати дослідження походження роду та його історії зі спорідненням з іншими родинами.
Графічна фіксація родоводу поширилася в Середньовіччі по пропозиції іспанця Ж. Соса графічно зображувати генеалогічний матеріал, що передбачало записи генеалогічної легенди про походження роду, що удосконалив німець С. Кенуле фон Страдоніц, котре встоялося донині в науці.
Залежно від мети поділяють на
- висхідні (генеалогічні таблиці предків) та
- низхідні (генеалогічні таблиці нащадків).

Відповідно змісту генеалогічну інформацію поділяють на
- чоловічу (див. «Майорат», «Прімогенітура») та
- змішану.

Висхідні родовідні таблиці мають варіанти, коли містяться відомості
- лише про прямих пращурів з чоловічої лінії (гілля) родовідного дерева,
- та коли вказують, крім прямої чоловічої лінії родоводу особи й братів, сестер кожного з материнською лінією.

Низхідний родовід з чоловічої лінії родоводу має різновиди, коли
- містяться всі нащадки чоловічої статі,
- нащадки не лише чоловічої, але й жіночої статі (тільки з їх чоловіками без нащадків від їх шлюбу).

До того ж низхідний родовід передбачає внесення інформації про всіх нащадків від родозасновника (родоначальника)[джерело?] чоловічої та жіночої статі.
Найстародавніший вид доведення своїх станових прав компактний — це ім'я в картуші (колі), на стовбурі містилися гілки (родинний зв'язок), а від гілок відходили плоди (нащадки); з таблицями споріднення кількох родів. Популярності набули форми фіксації родовідного матеріалу — поколінні розписи з основними біографічними відомостями (див. «Біографістика»). Герольди та юристи напрацювали етапи
- збір досьє на кожного представника роду,
- складання на основі досьє бази з генеалогічними картками на кожну особу роду з резюме.

Що покликано було також юридично затвердити родове шляхетство, у зв'язку з чим виникло й судове переслідування за підробку родоводу. У компетенцію відомих державних інституцій входив нагляд за цим: «Палата родовідних справ» (Франція), «Герольдмейстерська контора» (Росія) та інші.

## Генеалогічні джерела
- Україна: «Малоросійський родословник» (XVIII—XIX ст.) (роки вид. 1908—1914)
- Португалія: «Генеалогія королів Португалії» (1530—1534)
- Росія: «Дворянська родовідна книга» (XVIII—XIX ст.)